# Arienzo
Arienzo là một đô thị và thị xã của Ý. Đô thị này thuộc tỉnh Caserta trong vùng Campania. Arienzo có diện tích km2, dân số theo ước tính năm 2010 của Viện thống kê quốc gia Ý là người. 
Các đơn vị dân cư:
Đô thị Arienzo giáp với các đô thị: